# Gmina Solec nad Wisłą
Gmina Solec nad Wisłą es una gmina rural en el Distrito de Lipsko, Voivodato de Mazovia, en el centro-este de Polonia. Su sede es el pueblo de Solec nad Wisłą, que se encuentra aproximadamente a 8 kilómetros (5 millas) al este de Lipsko y 132 km (82 millas) al sureste de Varsovia.
La gmina cubre un área de 137,41 kilómetros cuadrados (53,1 millas cuadradas), y en 2006 su población total es de 6,633.

## Aldeas
Gmina Solec nad Wisłą contiene las aldeas y asentamientos de Boiska, Boiska-Kolonia, Dziurków, Glina, Kalinówek, Kłudzie, Kolonia Nadwiślańska, Las Gliniański, Marianów, Pawłowice, Przedmieście Bliższe, Przedmieście Dalsze, Raj, Sadkowice, Słuszczyn, Solec nad Wisłą, Wola Pawłowska, Zemborzyn Drugi, Zemborzyn Pierwszy y Zemborzyn-Kolonia. Hasta 2005 también incluía a Kępa Gostecka y Kępa Solecka, que ahora se encuentran en Gmina Łaziska en el Voivodato de Lublin. 

## Gminas vecinas
Gmina Solec nad Wisłą limita con las gminas de Chotcza, Józefów nad Wisłą, Łaziska, Lipsko y Tarłów.